# Zénaïde Bonaparte

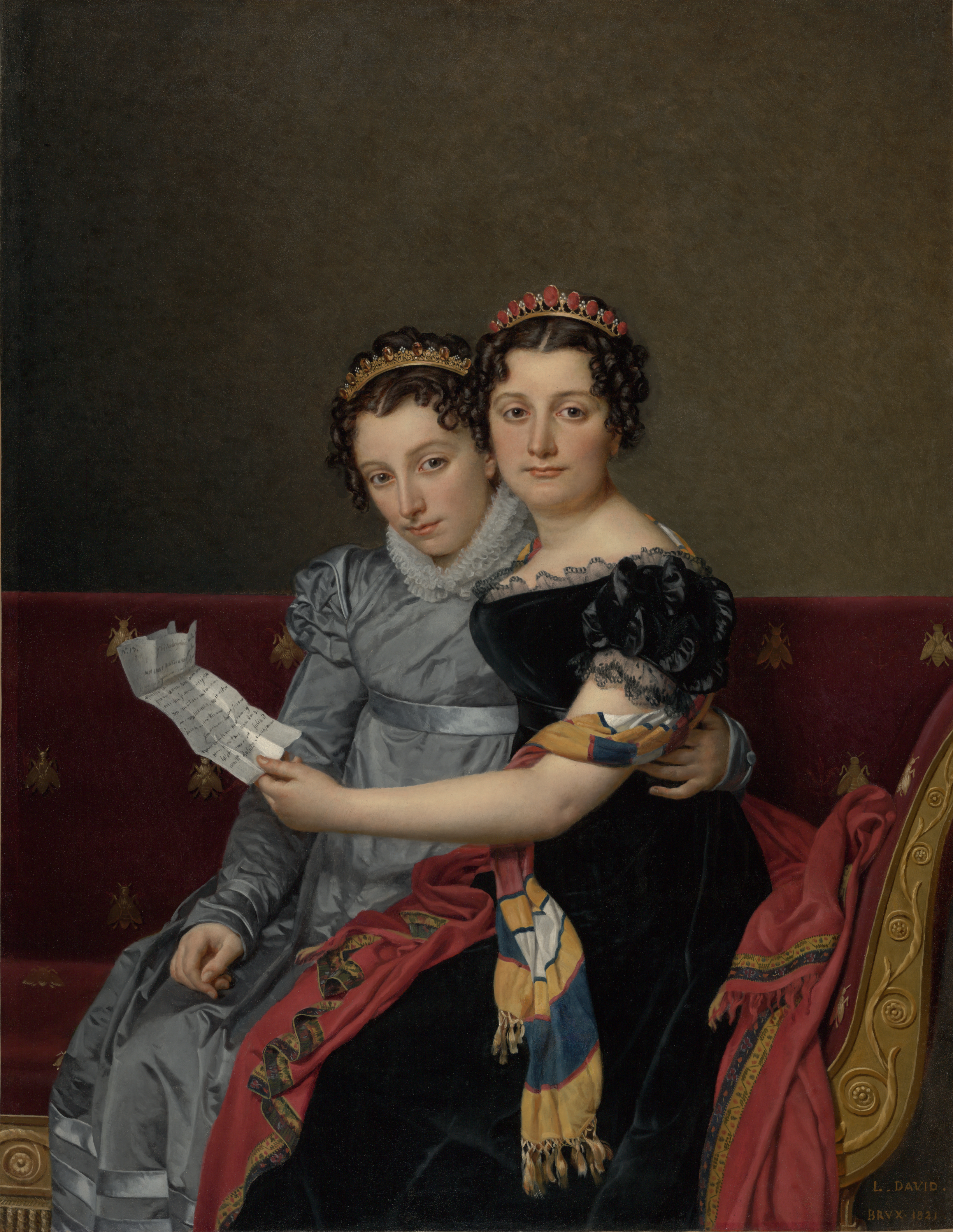
Zénaïde Bonaparte và em gái Charlotte Bonaparte

## Tiểu sử
Zénaïde Laetizia Julie Bonaparte (sinh ngày 8/7/1801 tại Paris và mất ngày 8/8/1854 tại xứ Napoli) là con gái của Joseph Bonaparte và Julie Clary. Bà có một em gái là Charlotte.
Bà kết hôn với Thân vương Charles Lucien Bonaparte, người anh họ Đức của bà (con trai của Lucien, em trai của Napoléon I). Họ có 12 người con trong đó có Lucien Louis Bonaparte (1828-1895), hồng y giáo chủ và giáo chủ thị thần.

## Tước vị của Zénaïde Bonaparte
- Công chúa nước Pháp năm 1804
- Công chúa Tây Ban Nha năm 1808 đến năm 1813
- Công chúa thứ hai của xứ Canino và xứ Musignano